# Automobile Dacia
 Der er for få eller ingen kildehenvisninger i denne artikel, hvilket er et problem. Du kan hjælpe ved at angive troværdige kilder til de påstande, som fremføres i artiklen.

Automobile Dacia S.A. også Dacia er en rumænsk bilfabrikant og bilmærke, navngivet efter den historiske provins Dakien (Latinsk: Dacia) som fandtes i, hvad der i dag er nutidens Rumænien. Dacia er et datterselskab til den franske bilfabrikant Renault og Rumæniens største eksportvirksomhed med en andel på 10 % af landets samlede eksport.

## Historie
Automobile Dacia virksomheden blev grundlagt i 1966 under navnet Uzina de Autoturisme Pitești (UAP). Den primære fabrik blev bygget i 1968, i Colibaşi (nu kaldt Mioveni), nær Pitești.
Dacia fik værktøj og primære designs fra Renault 12. I starten fremstillede man Renault 8 under licens kendt som Dacia 1100.
I September 1999 blev Dacia købt af Renault, med udgangspunkt i at gøre Rumænien til Renualt's hovedsæde for biludvikling i Centraleuropa og Østeuropa. Samtidig blev investeringerne i Dacia øget.

## Dacia i Danmark
I 1982 etablerede den store Københavner VW-forhandler Svend Christensen importen af Dacia til det danske marked. 
Senere tilkom firehjulstrækkeren ARO. Markedet for billige øst-biler var dog allerede godt dækket ind med mere etablerede mærker herhjemme, hvorfor importen stoppede igen i slutningen af 80’erne.
Fremme i april 2013 blev Dacia genlanceret på det danske marked med Dacia Lodgy og senere på året kom Dacia Sandero og Dacia Logan MCV, mens at Dacia Duster forventes i starten af 2014.